# 在原遠瞻
在原 遠瞻（ありわら の とおみ、生年不明 - 仁和3年6月29日（887年7月23日））は、平安時代前期の官人。中納言・在原行平の子。平城天皇の曾孫にあたる。官位は正六位上・右近衛少監。

## 経歴
光孝朝にて正六位上・右近衛少監の官位にあったが、仁和3年（887年）6月25日に父行平の鴨河の辺の邸宅に滞在していた際、落雷より没した。
子孫を大谷氏とし、大谷吉隆（吉継）に繋げる系図がある。

## 官歴
『日本三代実録』による。
- 時期不詳：正六位上。右近衛少監
- 仁和3年（887年） 6月29日：死去（落雷）